# Jacob Tipper
Jacob Tipper (Dudley, 2 december 1991) is een Engels baan- en wegwielrenner die anno 2022 rijdt voor Ribble-Weldtite-Huub.

## Carrière
In december 2015 won Tipper de proloog in de Ronde van Al Zubarah. De leiderstrui die hij daaraan overhield raakte hij pas in de laatste etappe kwijt aan Maher Hasnaoui. Eerder dat jaar was hij al zesde geworden in het eindklassement van de Ronde van Sharjah.
Op de baan won Tipper in januari 2017, samen met Daniel Bigham, Charlie Tanfield en Jonathan Wale, de ploegenachtervolging tijdens de nationale kampioenschappen. Een week later werd hij, achter Ivan Balykin, tweede in de Grote Prijs Oued Eddahab, een Marokkaanse eendagswedstrijd. In de zesde etappe van de Ronde van Marokko trok Tipper, samen met Jakub Mareczko, Marco Coledan, Adil Jelloul en David Rivière, ten aanval. Nadat Jelloul en Rivière in de slotfase waren afgehaakt en een aanval van Coledan mislukte, won de Brit de sprint-à-deux van Mareczko.

## Baanwielrennen

### Palmares
| Jaar | BK                   | EK | WK | Overig |
| ---- | -------------------- | -- | -- | ------ |
| 2017 | Ploegenachtervolging |    |    |        |
| 2018 | Ploegenachtervolging |    |    |        |

## Wegwielrennen

### Overwinningen
2011
South East Road Race League Winter 3
2015
Proloog Ronde van Al Zubarah
2018
6e etappe Ronde van Marokko
11e etappe Ronde van het Qinghaimeer
2019
1e etappe Tour of the North
2020
Kirkby C.C. - Eddie Soens Memorial

## Ploegen
- 2016 –  Pedal Heaven
- 2017 –  Brother DriverPlan-NRG
- 2018 –  Memil CCN Pro Cycling
- 2019 –  Ribble
- 2020 –  Ribble-Weldtite-Huub
- 2021 –  Ribble-Weldtite-Huub
- 2022 –  Ribble-Weldtite-Huub

Chapman · Ferguson · Fox · Fry · Gardias · Gullen · Jones · McGowan · Paton · Pullar · Stedman · Tanfield · Tipper · Townsend · Webber · Wilkinson · Womersley
Eefting · Hetherington · Josefsson · H. Kanerva · J. Kanerva · Moncorgé · Orr · Sizko · Tipper · Volkers